# Halicryptus
Halicryptus — рід приапулід, єдиний у класі Halicryptomorpha. До роду включають і найбільший сучасний вид приапулід — Halicryptus higginsi, що сягає 39 см. Представники роду поширені на півночі Атлантики, Арктичному океані, Північному та Балтійському морях.

## Види
Рід налічує два види:
- Halicryptus higginsi Shirley & Storch, 1999
- Halicryptus spinulosus von Siebold, 1849